# Aechmea serrata
Ananas sauvage
Espèce
Aechmea serrata, l’Ananas sauvage, est une espèce de plantes à fleurs épiphytes de la famille des Bromeliaceae, endémique de l'île de la Martinique dans les Antilles françaises.

## Description
L'espèce est épiphyte mais il est possible de la trouver au sol. Les feuilles sont relativement étroites, vert foncé. Les marges sont dentées avec des dents pâles brun-jaunâtres. Les inflorescences sont densément distiques, dressées puis pendantes, blanchâtres. Les bractées primaires inférieures sont dentées. Les fleurs sont petites et de couleur violette.

## Répartition et habitat
L'espèce est endémique de l'île de la Martinique dans les Antilles françaises.

## Galerie photos

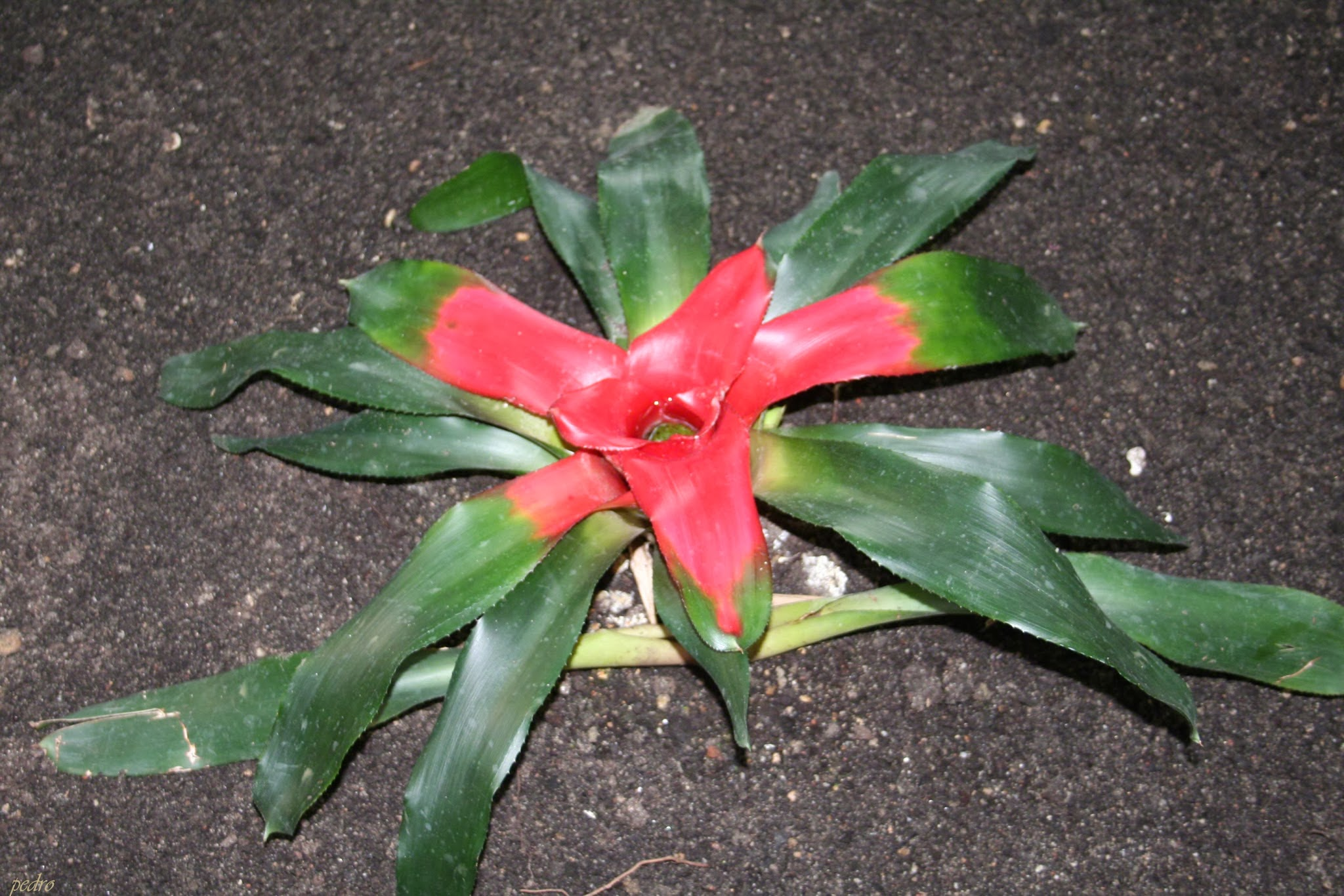
Jeune spécimen d’Aechmea serrata.
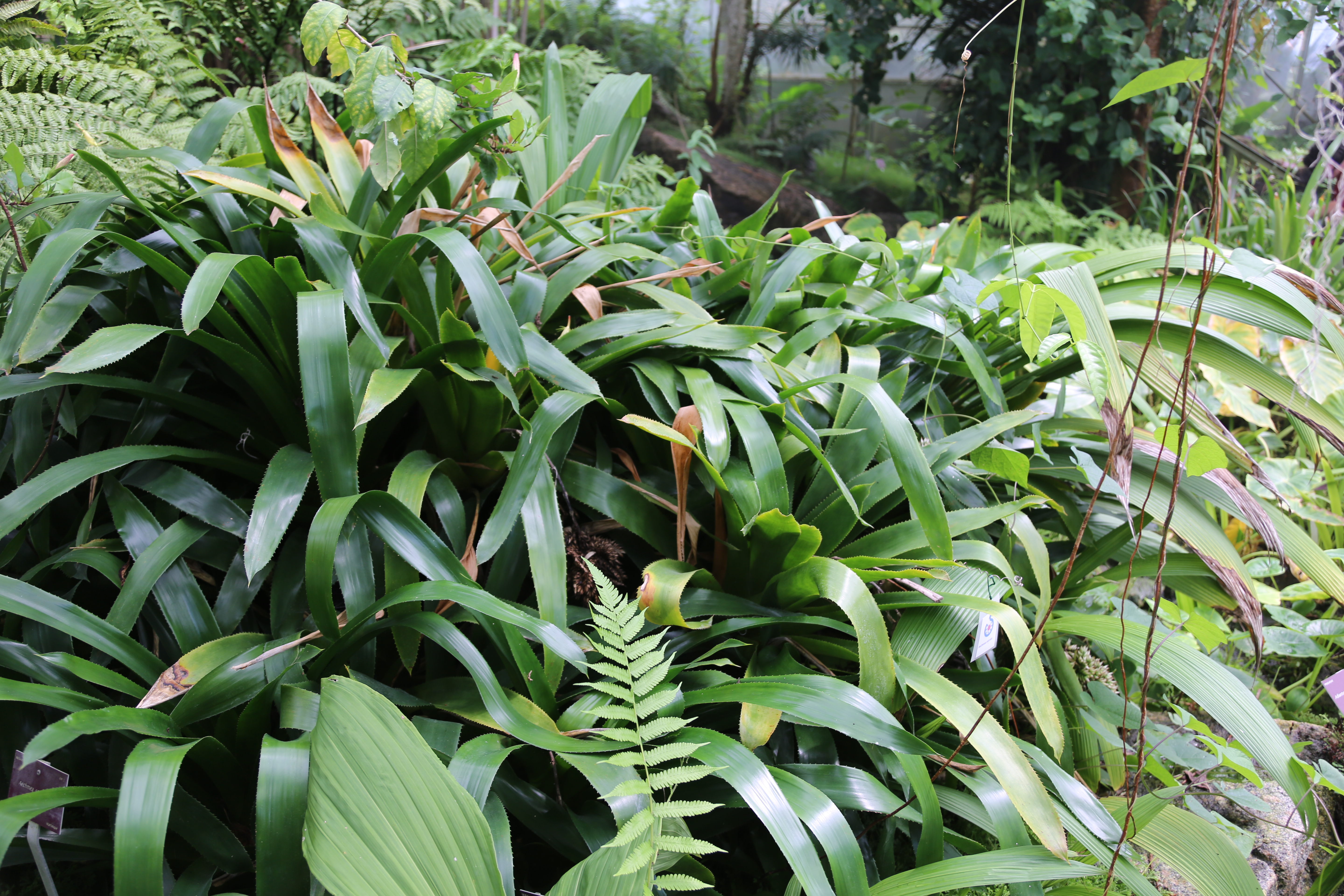
Plant d’Aechmea serrata sous serre.
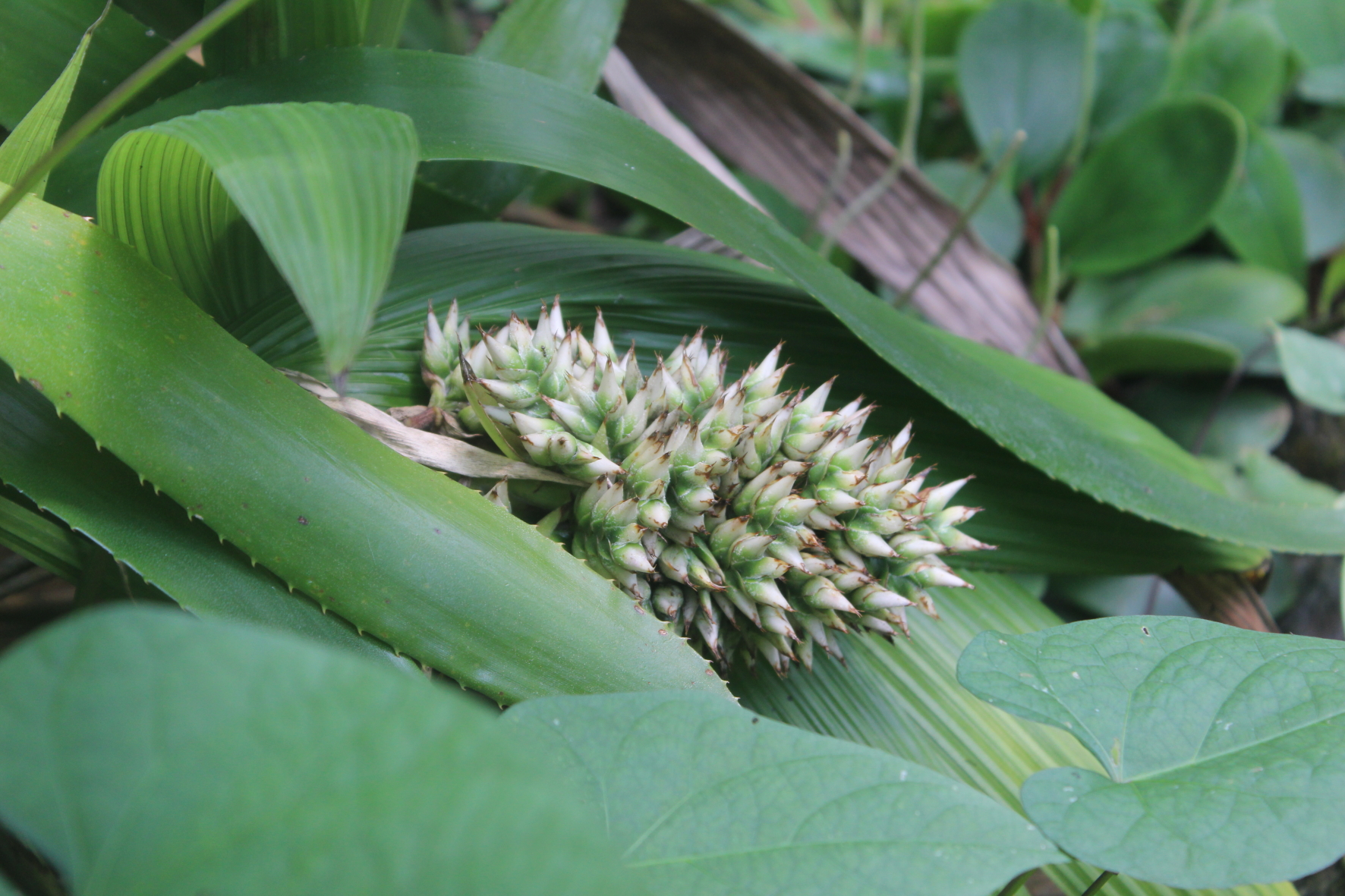
Fleur.
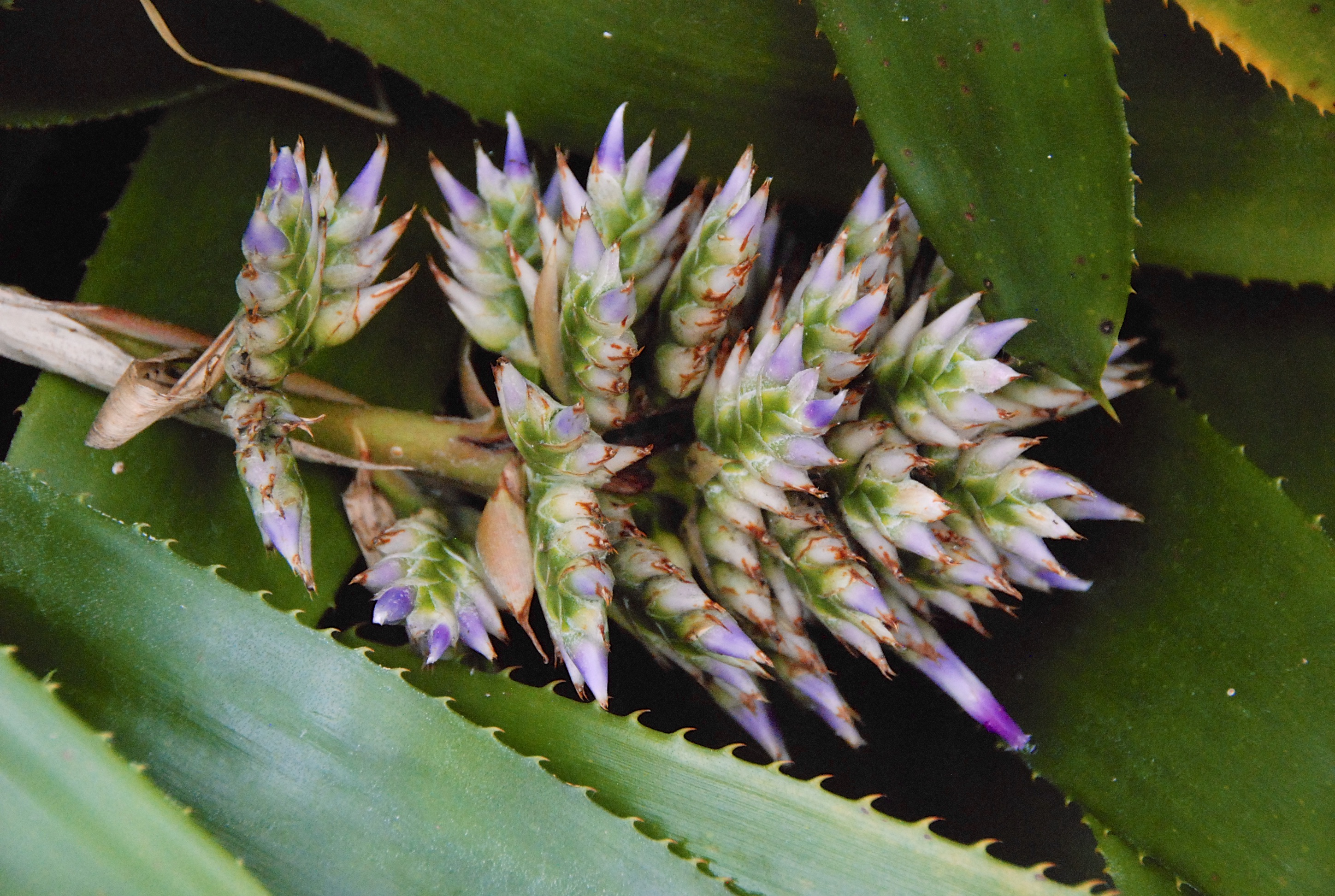
Détail des fleurs.
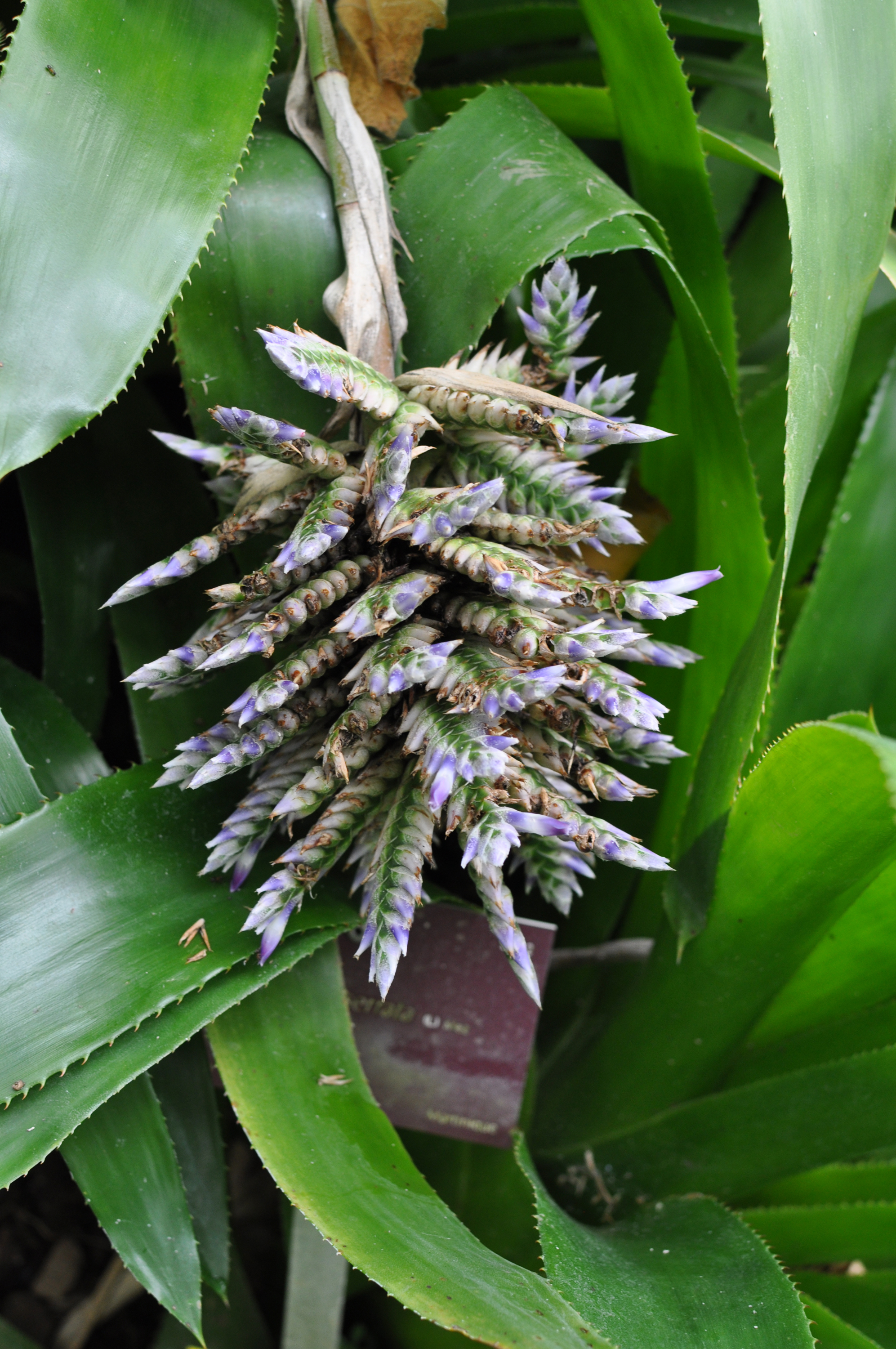
Détail des fleurs.

## Dénomination
Ce taxon porte en français le nom vernaculaire ou normalisé suivant : Ananas sauvage.

## Systématique
Le nom correct complet (avec auteur) de ce taxon est Aechmea serrata (L.) Mez.
L'espèce a été initialement classée dans le genre Tillandsia sous le basionyme Tillandsia serrata L..
Aechmea serrata a pour synonymes :
- Aechmea martinicensis Baker
- Caraguata serrata (L.) Schult. & Schult.f.
- Platyaechmea serrata (L.) L.B.Sm. & W.J.Kress
- Platystachys plumieri Beer
- Tillandsia maxima Fox-Strangw.
- Tillandsia serrata L.